# Juneteenth

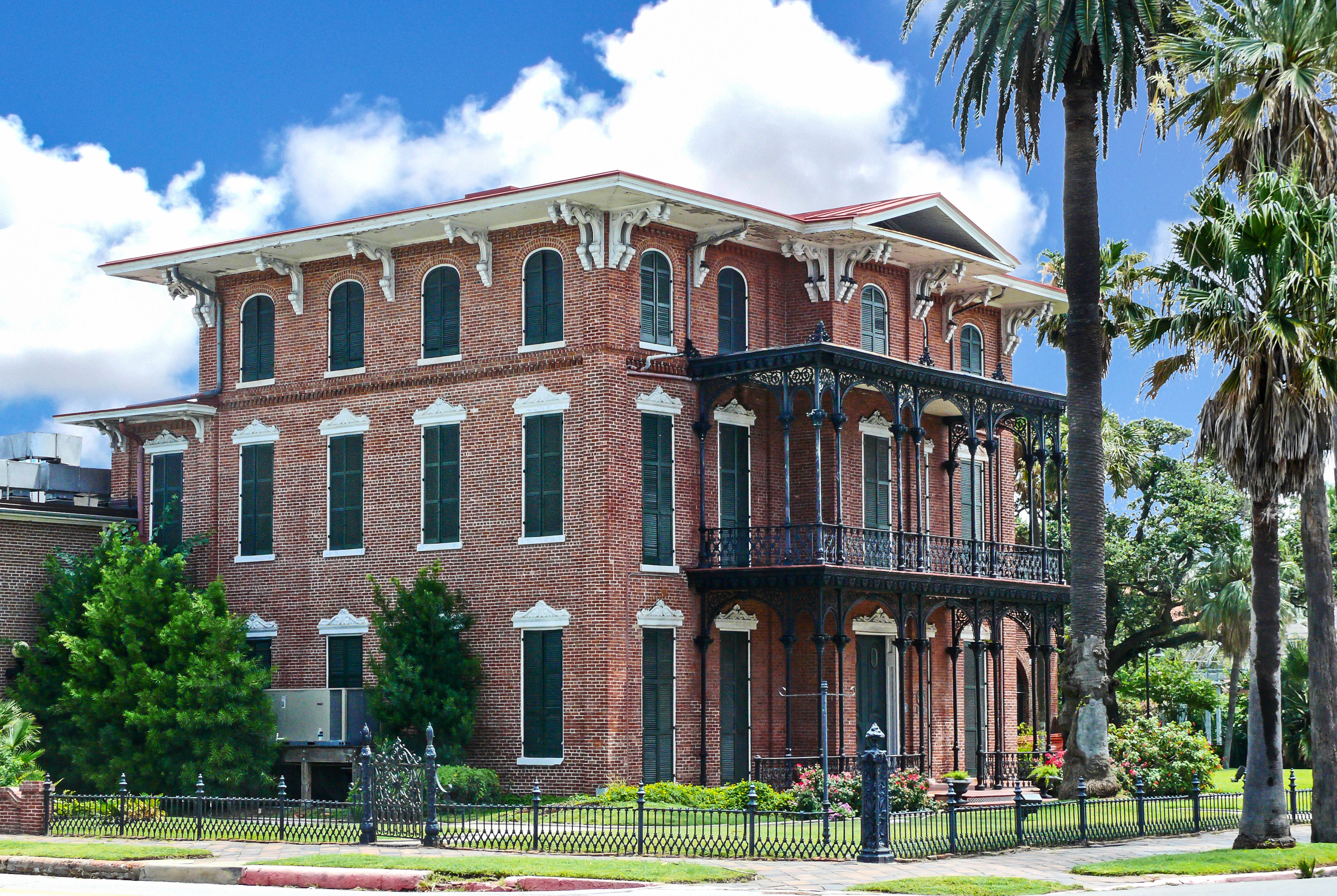
Ashton Villa in Galveston, Texas waar General Order No. 3 werd uitgevaardigd op 19 juni 1865.

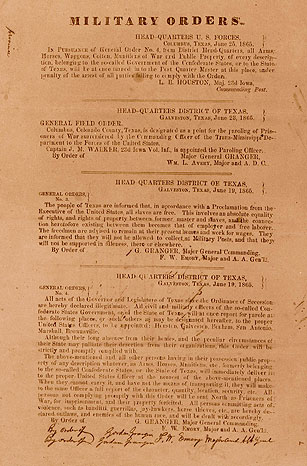
Generaal Gordon Grangers General Order No. 3 van 19 juni 1865.

Juneteenth (een porte-manteauwoord van June en nineteenth) is een Amerikaanse nationale feestdag die jaarlijks wordt gevierd op 19 juni. De dag is ook bekend als Freedom Day, Jubilee Day, Liberation Day en Emancipation Day en herdenkt de bevrijding van de slaven in de Verenigde Staten. 

## Oorsprong 19 juni 1865
Het feest komt oorspronkelijk uit Texas maar wordt sindsdien in de hele Verenigde Staten gevierd, hoewel met officiële erkenning verschilt per staat. De datum verwijst naar 19 juni 1865. Op die dag kondigde generaal Gordon Granger van het leger van de Noordelijke staten en bevelvoerder van het Department of Texas in Galveston, Texas zijn Algemene Bevel nummer 3 (General Order No. 3) af dat iedereen vrij was die in Texas als slaaf werd vastgehouden.
In 1862 hadden de Noordelijke staten met de Emancipatieproclamatie de slavernij in Texas en de andere opstandige staten al verboden tijdens de Amerikaanse Burgeroorlog. Maar dat verbod kon pas breed gehandhaafd worden toen het leger van de opstandige Geconfedereerde Staten in april 1865 verslagen was. In Texas, de meest afgelegen slavenstaat, waren maar weinig troepen van de Unie, dus de handhaving kwam daar langzaam en halfslachtig op gang vóór de afkondiging van generaal Granger. 
Hoewel Juneteenth algemeen wordt beschouwd als de viering van het einde van de slavernij in de Verenigde Staten, kwam de slavernij nog steeds legaal voor in de grensstaten van de Noordelijke staten tot 6 december 1865, toen de ratificatie van het Dertiende amendement van de Grondwet van de Verenigde Staten de slavernij in het hele land afschafte.

## Vieringen
In 1866 werd Juneteenth voor het eerst gevierd, aanvankelijk in kerkelijke bijeenkomsten in Texas. Het gebruik verspreidde zich over het zuiden van de Verenigde Staten en werd meer gecommercialiseerd in de jaren twintig en dertig van de twintigste eeuw, waarbij vaak een food festival centraal stond. Tijdens de Afro-Amerikaanse burgerrechtenbeweging van de jaren 1960 werd het feest overschaduwd door de strijd voor de burgerrechten, maar in de jaren 1970 werd het populairder met de nadruk op Afro-Amerikaanse vrijheid en kunst. 
In de 21e eeuw werd Juneteenth in de meeste grote steden in de Verenigde Staten gevierd. Activisten voerden campagne voor het Amerikaans Congres om Juneteenth te erkennen als een nationale feestdag. Hawaï, North Dakota en South Dakota zijn de enige staten die Juneteenth niet erkennen, volgens de Congressional Research Service. Van de 47 staten die wel Juneteenth op een of andere manier erkenden, waren Texas, Virginia, New York en Pennsylvania de enige die het erkenden als een officiële betaalde vrije dag voor ambtenaren.

### Nationale feestdag
Op 17 juni 2021 tekende president Biden een wet die Juneteenth per direct tot nationale feestdag verklaarde, zodat ambtenaren dan vrij hebben en veel bedrijven zich daar vrijwillig bij aansluiten.

### Festiviteiten
De moderne vieringen zijn meestal lokaal van aard. Tradities zijn onder meer de voorlezing van de Emancipatieproclamatie, het zingen van traditionele liederen zoals "Swing Low, Sweet Chariot" en "Lift Every Voice and Sing", en het voorlezen van werken van bekende Afrikaans-Amerikaanse schrijvers zoals Ralph Ellison en Maya Angelou. Er zijn festiviteiten als rodeo's, straatmarkten, cookouts, familiereünies, parkfeesten, historische re-enactments (naspelen van historische gebeurtenissen) en Miss Juneteenth-wedstrijden. De Mascogos, afstammelingen van de Zwarte Seminoles, die ontsnapten aan de Amerikaanse slavernij in 1852 en zich vestigden in de Mexicaanse staat Coahuila, vieren ook Juneteenth.